# Sjukvårdspartiet - Västmanland
Sjukvårdspartiet - Västmanland (förkortning SjvU, där 'U' syftar på länsbokstaven för Västmanlands län) är ett politiskt parti registrerat för val till landstingsfullmäktige i Västmanlands län.
Partiet tog fyra mandat i valet 2006, och ingick ett samarbete med partierna inom Alliansen samt Miljöpartiet efter att ha fått en vågmästarroll.
År 2010 och 2014 fick partiet inga mandat i respektive landstingsval.
Partiet satsade 2018 istället på kommunalvalet i Fagersta och lyckades få ett mandat. I mars 2022 lades partiet ned i Fagersta efter en längre tids bristande engagemang.